# Мартін (округ, Флорида)
Шаблон:StateAbbr_ 27°05′ пн. ш. 80°24′ зх. д. / 27.08° пн. ш. 80.4° зх. д.
Мартін — округ у штаті Флорида. Площа 1 950 км².
Населення 146 318 осіб (2010 рік). Центр округу місто Стюарт.
Округ виділений 1925 року з округів Сент-Люсі та Палм-Біч.
Округ входить до агломерації Порт-Сент-Люсі.

## Географія
За даними Бюро перепису населення США, загальна площа округу становить 753 квадратних милі (1 950 км²), з них 543 квадратних миль (1 410 км²) — суша, а 209 квадратних миль (540 км²) (27,8 %) — вода.

## Суміжні округи
- Сент-Люсі, Флорида — північ
- Палм-Біч, Флорида — південь
- Гендрі, Флорида — південний захід
- Глейдс, Флорида — південний захід
- Окічобі, Флорида — північний захід